# Quarto viaggio nel regno della fantasia
Quarto viaggio nel regno della fantasia è il quarto capitolo della collana di libri di Nel regno della fantasia, segue il Terzo viaggio nel regno della fantasia.
Come tutti quanti contiene puzze e profumi.

## Trama
Geronimo Stilton è andato al museo a fare un discorso e torna a casa stanchissimo.
Il Drago dell'arcobaleno e Scribacchius lo svegliano e lo portano nel regno della fantasia.
Arrivano nel Regno dei draghi d'argento dove vive Alys.
A Geronimo e a Scribacchius viene dato l'incarico di andare a cercare un uovo di drago che qualcuno aveva rubato.
Il Grande libro dei draghi dice che se un uovo viene perso, bisogna trovarlo entro 7 giorni o Alys deve andare via per sempre.
La povera Alys ha paura di perdere il suo regno e così parte con Geronimo, il Drago dell'arcobaleno, Scribacchius e con il suo drago Scintilla.
La regina manderà loro dei piccoli messaggi su cosa fare.
Per la compagnia si offre anche Robur e una piccola coccinellina.

## La saga
- Nel regno della fantasia
- Secondo viaggio nel regno della fantasia - Alla ricerca della felicità
- Terzo viaggio nel regno della fantasia
- Quinto viaggio nel regno della fantasia
- Sesto viaggio nel regno della fantasia
- Settimo viaggio nel regno della fantasia
- Ottavo viaggio nel regno della fantasia
- Grande ritorno nel regno della fantasia

## Personaggi
- Geronimo Stilton: è il Cavaliere Senza Macchia e Senza Paura: ogni volta, affronta nuove avventure per salvare il Regno della Fantasia. È pronto a tutto pur di salvare gli innocenti, nonostante sia un po' fifone.
- Scribacchinus Scribacchius: chiacchierone ma divertente, è la guida di Geronimo nel Regno della Fantasia, ed è un rospo letterato che aspira ad essere uno scrittore.
- Drago dell'arcobaleno: è il messaggero della Regina Floridiana. Adora le coccole ed è sempre pronto a nuovi incarichi.
- Alys: è la Principessa dei Draghi d'Argento. Bella e audace, combatte con un arco e una spada di luce; è un'espertissima addestratrice di draghi.
- Scintilla: è la draghessa di Alys; è molto graziosa ma sa essere forte e coraggiosa. È anche al servizio di Floridiana.
- Fortunella Trifoglina Dei Rugiadosi: generosa e coraggiosa coccinella, è la Principessa del Regno dei Prativerdi. Gentile e benevola, sa tutte le lingue della natura.
- Tizzone III da Gran Brace: è il burbero Re dei Draghi di Fuoco. Dimostra subito di essere potente, forte e anche un po' maligno.
- Frullatrulla: è la cuoca dei Troll. Sotto il grembiulone lurido e il suo orribile aspetto, nasconde un cuore gentile che, però, non mostra ai suoi simili.
- Re Robur: è il saggio Re degli Elfi; fiero e misterioso allo stesso tempo, governa con giustizia il suo Regno.
- Stria: perfida e subdola, governa il Regno delle Streghe. Cerca sempre di conquistare il Regno della Fantasia, ma viene puntualmente sconfitta dal Cavaliere.
- I Troll: popolo puzzolente maligno. Vivono tra la sporcizia e il lerciume; servono la Regina delle Streghe.
- Benjamin Stilton: è il nipote di Geronimo; è adorabile e tiene molto alle persone.
- Floridiana De Flor: dolce, bellissima e buona, è la Regina del Regno delle Fate. I suoi sudditi la rispettano e la onorano.
- Suavius: è lo sposo di Floridiana. Un tempo era malvagio, ma dopo aver conosciuto Floridiana è cambiato; è il sovrano dei Sogni.
- Orchi: simili ai Troll, sono più grandi ma sempre perfidi. Anche loro obbediscono a Stria.
- Le Sette Sorelle: sono sette ninfe che custodiscono un variopinto giardino. Graziose e magnanime, sono molto diverse tra di loro.
- Draghi d'Argento: sono i fedeli servitori di Alys; tenaci ed esperti di arte, hanno tradizioni molto bizzarre.
- Draghi di Fuoco: prepotenti e arroganti, sono sotto il comando di Tizzone; amano combattere e non sanno perdere.